# Adrian (staroobrzędowy metropolita moskiewski)
Adrian, imię świeckie Aleksandr Giennadjewicz Czetwiergow (ur. 14 lutego 1951, zm. 10 sierpnia 2005) – zwierzchnik Rosyjskiej Prawosławnej Cerkwi Staroobrzędowej w latach 2004-2005.

## Życiorys
Pochodził z kupieckiej rodziny z Kazania. W 1974 ukończył instytut lotnictwa w Kazaniu, uzyskał także podstawowe wykształcenie artystyczne. Pracował jako inżynier-konstruktor. W 1980 ożenił się z Natalją Sztriniową. W 1986 zakończył dotychczasową pracę i odtąd pracował wyłącznie w kazańskiej parafii staroobrzędowej pod wezwaniem Kazańskiej Ikony Matki Bożej, od 1995 także jako ikonograf. Napisał ikonostas dla parafii staroobrzędowej w Jekaterynburgu, pełnił funkcję przewodniczącego rady parafialnej w kazańskiej placówce duszpasterskiej staroobrzędowców.
W 1998 jego żona zmarła. 17 października 1999 został wyświęcony na diakona, prowadził pracę duszpasterską w cerkwi w Kazaniu. W tym samym roku Uświęcony Sobór Rosyjskiej Prawosławnej Cerkwi Staroobrzędowej nominował go na biskupa kazańskiego i wiackiego. 14 maja 2000 został wyświęcony na kapłana, zaś w 2001 złożył wieczyste śluby mnisze z imieniem Adrian. 29 kwietnia 2001 przyjął chirotonię biskupią z rąk metropolity moskiewskiego i całej Rusi Alimpiusza, biskupów jarosławskiego i kostromskiego Jana, nowosybirskiego i całej Syberii Sylwana, kijowskiego Sawwacjusza oraz kiszyniowskiego i całej Mołdawii Zosimy.
W lutym 2004 został wybrany na metropolitę moskiewskiego i całej Rusi po śmierci metropolity Alipiusza. Jako pierwszy w historii hierarcha staroobrzędowy nawiązał kontakty z Rosyjskim Kościołem Prawosławnym i podjął rozmowy w sprawie możliwej współpracy. Był również pierwszym zwierzchnikiem Rosyjskiej Prawosławnej Cerkwi Staroobrzędowej, który współdziałał z władzami świeckimi, uzyskując od mera Moskwy Jurija Łużkowa zgodę na odzyskanie przez staroobrzędowców dwóch cerkwi w stolicy kraju i odbudowę tradycyjnego centrum staroobrzędowców-popowców – Cmentarza Rogożskiego, na którym został pochowany. Jego inicjatywy wywołały kontrowersje wśród części duchowieństwa i wiernych Kościoła.
Wiele lat chorował na chorobę niedokrwienną serca. Zmarł w czasie procesji nad rzeką Wieliką w czasie wizyty duszpasterskiej w eparchii wiackiej wskutek czwartego zawału serca.
Miał syna i dwie córki.